# Кисельовське сільське поселення (Ульчський район)
Кисельо́вське сільське поселення (рос. Киселёвское сельское поселение) — сільське поселення у складі Ульчського району Хабаровського краю Росії.
Адміністративний центр — село Кисельовка.

## Населення
Населення сільського поселення становить 638 осіб (2019; 899 у 2010, 1348 у 2002).

## Склад
До складу сільського поселення входять:
| Населений пункт              | Населення, осіб (2002) | Населення, осіб (2010) |
| ---------------------------- | ---------------------- | ---------------------- |
| імені Максима Горького, село | 30                     | 4                      |
| Кисельовка, село             | 1092                   | 789                    |
| Ключевий, селище             | 226                    | 106                    |